# Кладониевые
Кладо́ниевые (лат. Cladoniaceae)  — семейство лишайников порядка Леканоровые (Lecanorales), включающее в себя около 300 видов.

## Описание
Одной из главных особенностей семейства является листоватое слоевище. Подеции полые, растут перпендикулярно слоевищу.
Размножаются половым путём. Рост видов происходит медленно  — всего по одному миллиметру в год.

## Среда обитания и распространение
Представители семейства широко распространены по всему миру. Некоторые виды являются космополитами.

## Роды
По данным MycoBank, семейство включает в себя следующие роды:
- Biscladinomyces Cif. & Tomas.
- Biseucladinomyces Cif. & Tomas.
- Calathaspis I.M.Lamb & W.A.Weber
- Capitularia Flörke
- Carassea S. Stenroos
- Cenomyces Ach.
- Cenomyce Ach.
- Cladina (Nyl.) Nyl.
- Cladinomyces Cif. & Tomas.
- Cladia Nyl. — Кладия
- Cladona Adans.
- Cladonia P.Browne — Кладония typus
- Clathrina Müll.Arg.
- Gymnoderma Nyl. — Гимнодерма
- Helopodium Ach. ex Michx.
- Eucladoniomyces Cif. & Tomas.
- Gymnodermatomyces Cif. & Tomas.
- Metus D.J.Galloway & P.James — Метус
- Muhria P.M.Jørg.
- Myelorrhiza Verdon & Elix
- Notocladonia S.Hammer
- Papillaria J.Kickx f.
- Pycnotheliomyces Cif. & Tomas.
- Phyllocarpos Poir.
- Pilophorum Nyl.
- Pilophorus Fr. — Пилофорус
- Pilophoron Nyl.
- Pycnothelia (Ach.) Dufour — Пикнотелия
- Ramalea Nyl. — Рамалея
- Schasmaria (Ach.) Gray
- Scyphophora Gray
- Squamella S.Hammer
- Sphaerophoropsis Vain.
- Scyphophorus Ach. ex Michaud
- Thysanothecium Mont. & Berk.

## Галерея

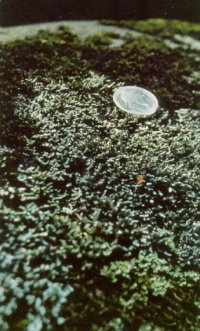
Cetradonia linearis
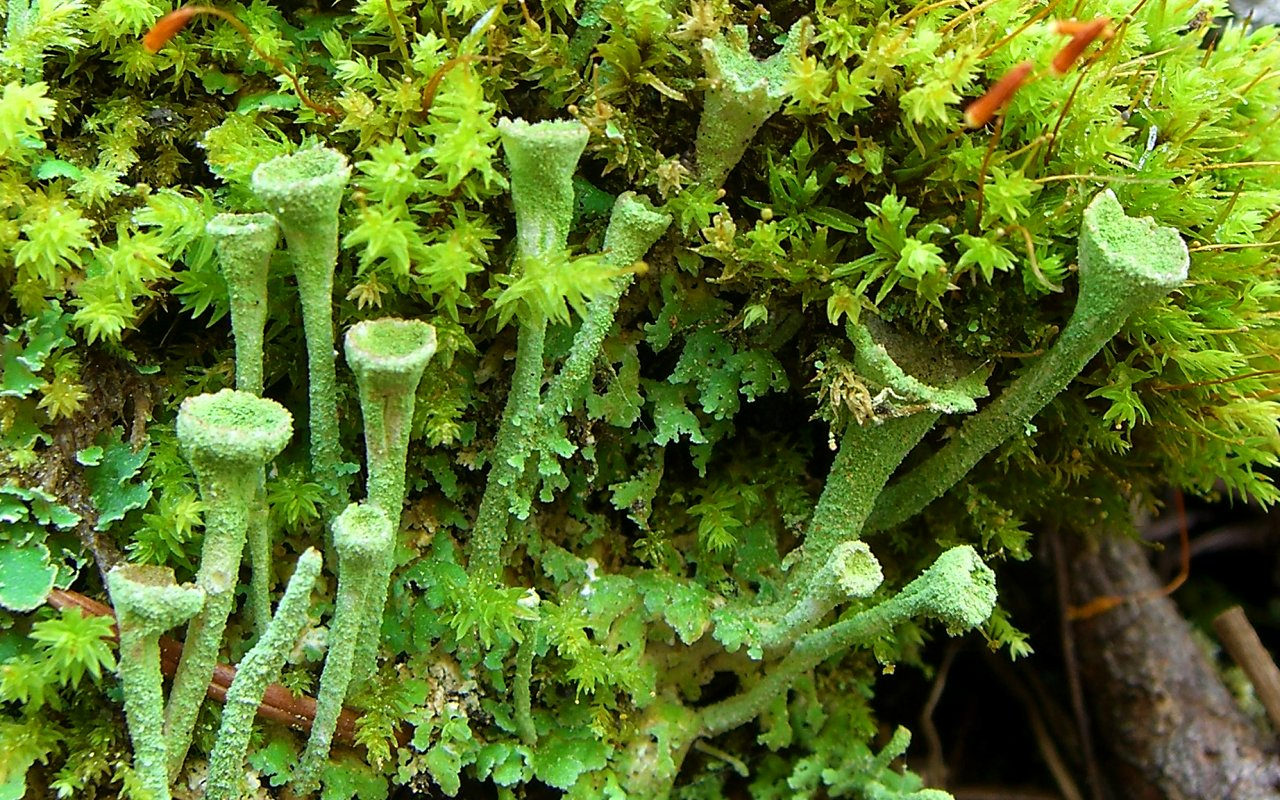
Cladonia asahinae
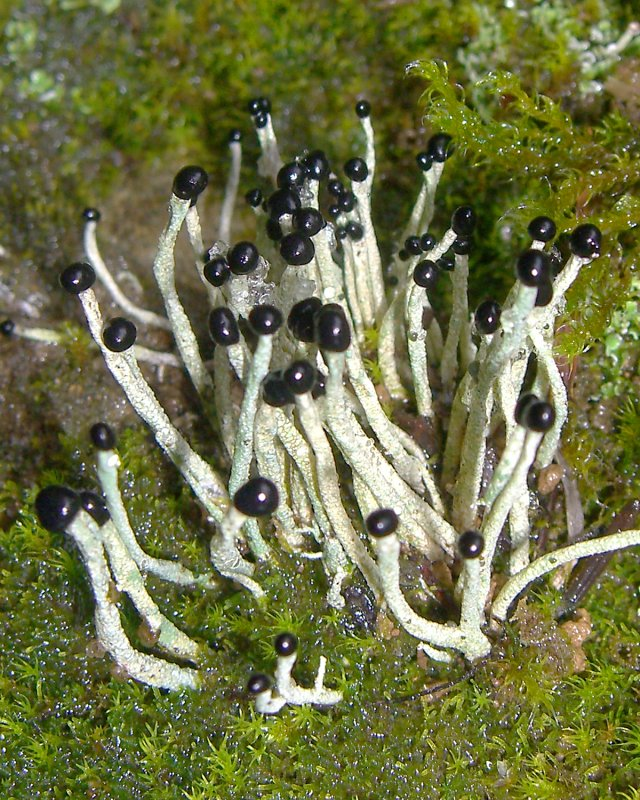
Pilophorus acicularis
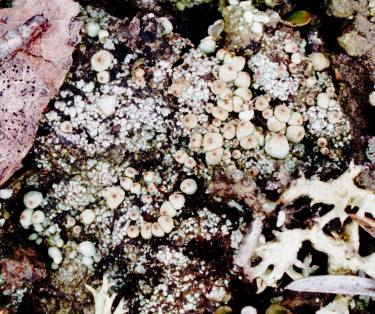
Pycnothelia papillaria